# Йохан Фонлантен
Йохан Фонлантен е швейцарски футболист състезаващ се за Грасхопър.